# Prześwit
Zasugerowano, aby ten artykuł podzielić na różne artykuły.
Prześwit

## Prześwit pojazdu
Odległość pomiędzy poziomem jezdni a najniżej (oprócz kół) położonymi elementami podwozia pojazdu.

## Prześwit toru
Odległość między szynami taboru kolejowego, tramwajowego lub metra. W Polsce i w większości krajów świata wynosi on na liniach normalnotorowych 1435 mm, patrz także rozstaw szyn.

## Prześwit mostu, prześwit wiaduktu
Odległość pomiędzy dolną powierzchnią konstrukcji mostu lub wiaduktu a powierzchnią wody (pod mostem) lub jezdni albo torowiska (pod wiaduktem). Wyznacza maksymalną wysokość statku nad lustrem wody lub pojazdu nad jezdnią (torowiskiem), który może zmieścić się pod tą konstrukcją.

## Prześwit budynku
Otwarte z obu stron przejście (lub przejazd) przez budynek, usytuowane prostopadle do linii zabudowy

## Prześwit siatki
Suma powierzchni oczek siatki. Prześwit względny to procentowy stosunek prześwitu siatki do jej powierzchni.